# San José de los Llanos, Sinaloa
San José de los Llanos är en ort i Mexiko.   Den ligger i kommunen Choix och delstaten Sinaloa, i den nordvästra delen av landet, 1 200 km nordväst om huvudstaden Mexico City. San José de los Llanos ligger 539 meter över havet och antalet invånare är 169.
Terrängen runt San José de los Llanos är kuperad åt sydväst, men åt nordost är den bergig. San José de los Llanos ligger nere i en dal. Runt San José de los Llanos är det mycket glesbefolkat, med 7 invånare per kvadratkilometer. Närmaste större samhälle är La Estancia de Baymena, 17,6 km väster om San José de los Llanos. I omgivningarna runt San José de los Llanos växer i huvudsak blandskog.